# 셀림 1세
셀림 1세(오스만 튀르크어: سليم الأول, 튀르키예어: I. Selim; 생몰년: 1470년 ~ 1520년 9월 22일; 재위 기간: 1512년 ~ 1520년)는 오스만 제국의 제9대 술탄이다. 세심한 계획과 대담한 결단력을 가진 그는 자신에게 반기를 든 자는 냉혹한 면모를 보였으며 누구든지간에 가차없이 제거하였다. 그 때문에 튀르키예어: Yavuz(냉혈한)라는 별명이 붙었다. 공식 문서에서는 셀림샤라고 불린다. 소아시아 동부, 시리아, 이집트를 정복하였으며, 오스만 제국의 군주들 중 최초로 메카와 메디나의 보호자라는 칭호를 얻었다.

## 생애
셀림 1세는 1470년경에 아마시야에서 바예지드 왕자와 둘 하드르 왕조의 지배자 알라 알다울라의 딸인 아이샤의 사이에서 태어났다. 1509년, 바예지드는 셀림을 트라브존의 산자크로 임명했다. 이때 형제들인 아흐마드는 아마시야의, 호르후드는 안탈리야의 통치자로 임명되었다. 셀림이 지배하게 된 트라브존은 수도 이스탄불에서 가장 먼 지역이었다. 이는 후일의 계승 분쟁에서 불리하게 작용할 것이 뻔했기 때문에 셀림은 자신의 영지를 유럽 지역으로 변경하고자 했다. 이것이 어려워지자, 1509년 8월에 셀림은 자신의 아들 쉴레이만에게 카파의 통치권을 얻어 주었다.
바예지드 2세의 치세에 오스만 제국은 샤 이스마일의 발흥으로 인해 불안했다. 이런 상황에서 아흐마드는 온건파로서 부황과 대재상의 호감을 샀다. 반면 셀림은 주전파로서 중앙 정부의 허가 없이 독단적으로 성전을 수행함으로써 예니체리, 시파히, 아킨 세력의 지지를 얻었다.
1511년 3월, 셀림은 바예지드에 대한 반란을 일으켰으나 그 해 8월 패배하여 아들의 영지인 카파로 도주하였다. 9월, 바예지드는 아들 아흐마드를 이스탄불로 불러 그 자신의 직위를 계승하게 하려 하였으나, 셀림을 지지하던 예니체리들이 반란을 일으키는 바람에 무산되었다. 이에 실망한 아흐마드가 1512년 3월에 반란을 일으키자 바예지드는 셀림을 수도로 불렀다. 이스탄불에 입성한 셀림은 아버지 바예지드를 유폐시키는데, 바예지드는 결국 1512년 4월 19일에 죽는다. 이에 대해서는 셀림의 암살이라는 설이 있으나, 확실하지는 않다.
1512년, 부황 바예지드 2세로부터 제위를 찬탈한 그는 내분을 미연에 방지하고자 자신의 형제들을 모조리 처형했다. 부황 역시 얼마 후 죽임을 당하고 만다. 셀림 1세는 적극적인 영토 확장을 추진하였다. 이전까지의 술탄들은 주로 발칸반도에 관심을 기울였기 때문에 상대적으로 소아시아에 대한 진출은 더디었다. 이에 셀림 1세는 정복 목표를 아시아로 전환하게 된다.
1514년, 찰디란 전투에서 사파비 왕조의 이스마일 1세에게 승리한 셀림은 1515년부터 아랍 원정을 개시한다. 그 다음해인 1516년에 알제를 점령하고, 맘루크 왕조군을 물리쳐 시리아를 병합하고 특히 예루살렘을 장악하였다. 게다가 1517년에는 이집트를 병합, 맘루크 왕조를 멸망시켰다.
셀림 1세가 1517년 카이로를 점령했을 때, 포로가 된 압바스 왕조의 마지막 칼리파는 오스만 제국의 신하가 되어 이름뿐인 칼리파직을 오스만의 술탄에게 양도했다고 전해진다. 이후로 오스만의 술탄들은 수니파 이슬람 세계의 맹주 자격을 획득하였다. 메카의 셰리프(무함마드의 외손자 핫산의 후손에게 주는 칭호)는 메디나와 메카의 열쇠를 셀림에게 보냈고 성지 순례길을 그에게 위탁했다. 그러나 이러한 술탄의 종교적 권위를 페르시아와 메소포타미아에 있던 시아파들은 결코 인정하지 않았다. 알라의 지도를 받는 그들의 지도자들은 무함마드의 사촌이자 사위인 알리 이븐 아비 탈리브의 후손임을 주장했던 것이다.
이집트에서 돌아오자마자 곧바로 로도스섬 원정을 준비했지만, 병을 앓아 즉위한 날로부터 9년 후 서거하였다. 그의 재위기간은 불과 8년에 지나지 않았음에도, 그의 업적은 뛰어났으며 부황으로부터 물려받은 230만 평방킬로미터의 영토를 650만 평방킬로미터로까지 확대하였다.
한편, 문예를 사랑하였던 셀림 1세는 종종 시를 읊기도 하였다.